# Zyxomma petiolatum
Zyxomma petiolatum е вид водно конче от семейство Libellulidae. Видът не е застрашен от изчезване.

## Разпространение и местообитание
Разпространен е в Бангладеш, Бруней, Вануату, Виетнам, Индия (Андамански острови, Андхра Прадеш, Асам, Бихар, Гоа, Западна Бенгалия, Карнатака, Керала, Лакшадвип, Махаращра, Махе, Тамил Наду и Утаракханд), Индонезия (Бали, Калимантан, Папуа, Суматра и Ява), Китай (Гуандун и Хайнан), Лаос, Малайзия (Западна Малайзия, Сабах и Саравак), Мианмар, Непал, Палау, Папуа Нова Гвинея, Провинции в КНР, Сейшели, Сингапур, Тайван, Тайланд, Филипини, Хонконг, Шри Ланка и Япония.
Обитава влажни места и езера.